# Aeolothrips nasturtii
Aeolothrips nasturtii är en insektsart som beskrevs av Jones 1912. Aeolothrips nasturtii ingår i släktet Aeolothrips och familjen rovtripsar. Inga underarter finns listade i Catalogue of Life.